# Annika Olsen
Annika Olsen (Tórshavn, 13 de març de 1975) és una política, professora d'institut i antiga nedadora de les illes Fèroe.

## Biografia
Olsen va néixer a Thorshavn i va créixer a Vágur. És la petita de tres germans. És filla de Jákup Olsen, home de negocis, antic polític i ex director de l'escola de Vágur, i de Marna Olsen, nascuda Holm, professora jubilada. El seu pare també va ser membre del parlament feroès pel Partit del Poble cristià del 1994 al 1998 i més tard va canviar de partit per entrar al Partit del Poble, on va ser president de la junta de la sucursal local de Suðuroy fins que va ser destituït el 2011.
Annika Olsen té un màster en llengües i literatura nòrdiques amb una assignatura suplementària en religió.

### Carrera esportiva
Entre 1988 i 1995, Annika Olsen va formar part de la selecció nacional de natació de les Illes Fèroe. Va participar al campionat Island Games celebrat a les Illes Aland el 1991 i va guanyar una medalla de bronze en els 200 metres braça, bronze en 4 x 50 m lliure, bronze en 4 × 100 m lliure i plata en 8 x 50 m lliure.

### Carrera Política

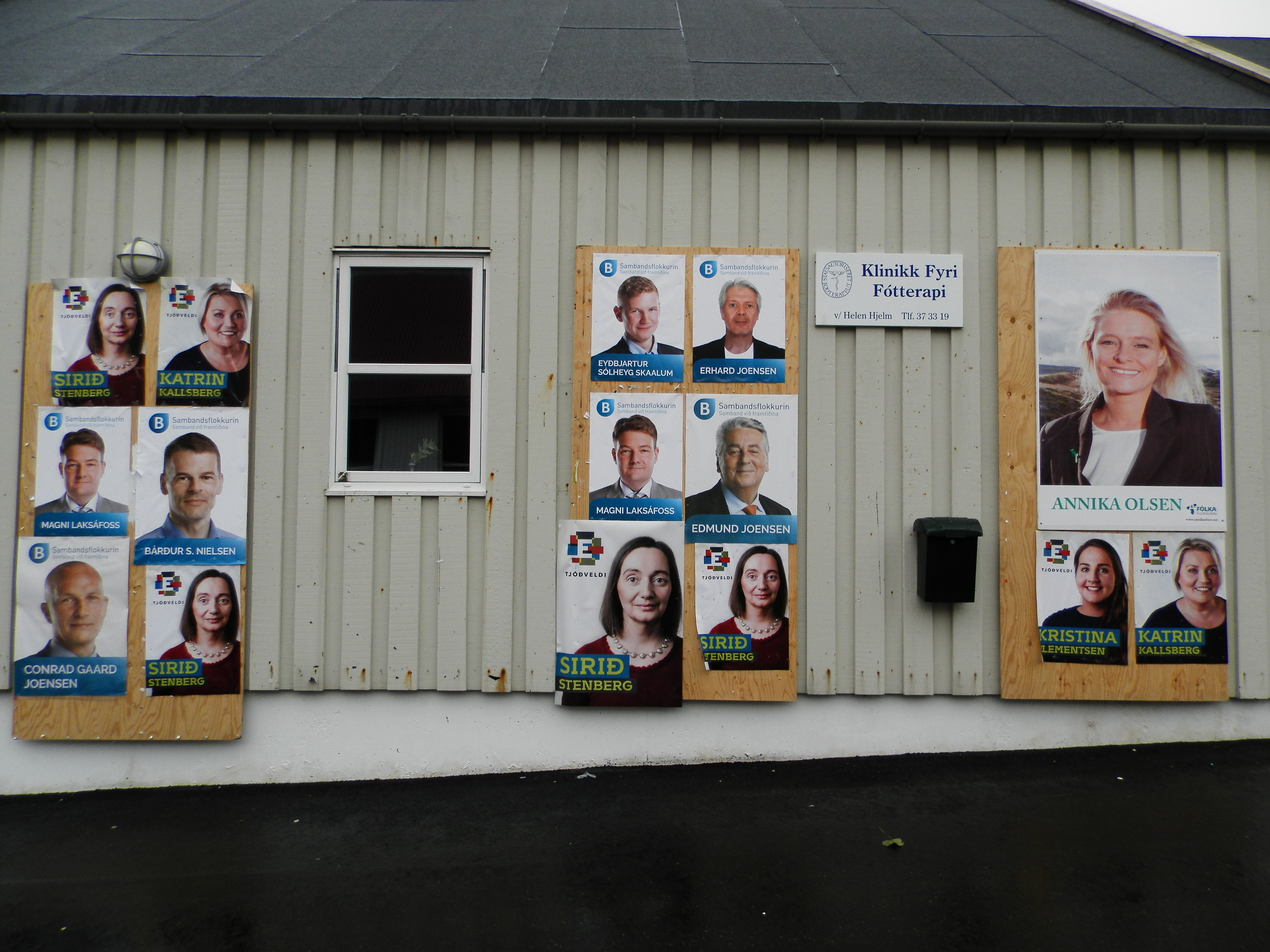
Cartells electorals per a les eleccions al parlament Feroès del 2015 a Vágur.

Com a membre del Partit del Poble feroès. va ser viceprimer ministre i ministra d'Afers Socials al govern feroès, durant el mandat de 2011 a 2015, i ministra d'Afers Interns del 2008 al 2011. Abans havia estat membre de l'Ajuntament de Tórshavn, la legislatura 2004-2008.
A les eleccions generals de 2015, el Partit del Poble va perdre dos escons al parlament de Feroes, va obtenir el 18,9% dels vots i 6 membres. Annika Olsen va obtenir la segona majoria de vots dels candidats dels partits. Vuit dies després de les eleccions, Olsen, que havia rebut 961 vots personals, va abandonar el Partit del Poble, la qual cosa significa que el partit havia perdut un membre quedant-se amb només cinc parlamentaris. El 17 de setembre es va unir al partit de base liberal Progrés, que formava part de la coalició de govern.
Posteriorment, va ser elegida presidenta del comitè fiscal, tot i que tres dies després va lamentar la seva decisió i va deixar Progrés i la presidència del comitè fiscal. Necessitava una mica de temps a soles amb la seva família i es va acomiadar del parlament. Va demanar disculpes a les persones que l'havien elegit, ja que havia tingut massa poc temps per pensar abans d'entrar en un altre partit.
El 4 de febrer de 2016 va tornar a les files del Partit del Poble.